# تجمعات صون (المهرة)

تعديل مصدري - تعديل

تجمعات صون هو "تجمع بدوي" في  عزلة حات بمديرية حات التابعة لمحافظة المهرة، بلغ تعداد سكانها 136 نسمة حسب تعداد اليمن لعام 2004.